# Zhurong

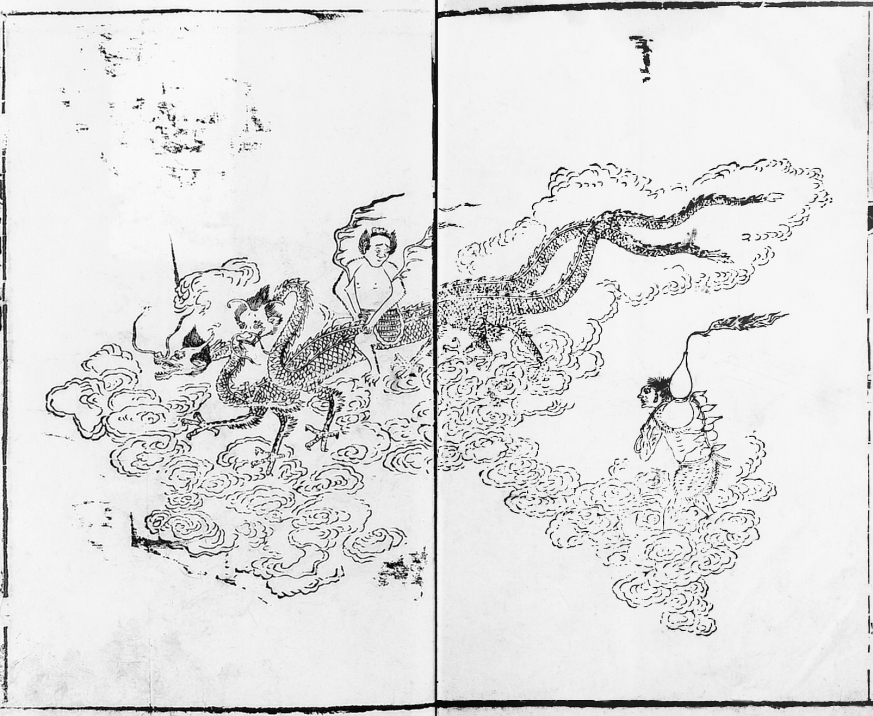
Darstellung von Zhurong, der auf zwei Drachen reitet, in einer Ausgabe des Shanhaijing von 1597

Zhurong (chinesisch 祝融, Pinyin Zhùróng, W.-G. Chu-yung) ist in der chinesischen Mythologie der Gott des Feuers und Herrscher des Südens.

## Herkunft
Die früheste Erwähnung von Zhurong findet sich im Kapitel „Gespräch über Zheng“ des um 400 v. Chr. entstandenen Guoyu. Darin heißt es, dass Gaoxin, der spätere Urkaiser Ku, einen für die Bewahrung des Feuers zuständigen Beamten namens Chongli (重黎) hatte, dem aufgrund seiner Verdienste der Ehrentitel „Zhurong“ verliehen wurde.
Der britische Sinologe David Hawkes (1923–2009) vermutete, dass das rong bzw. 融 hier eine Alternativform des li ausgesprochenen Schriftzeichens 鬲 ist, das Piktogramm für ein dreifüßiges, spätneolithisches Kochgefäß. Die Komponente chong bzw. 虫, das Piktogramm einer Schlange, bezeichnet die beiden Drachen, auf denen Zhurong reitet.

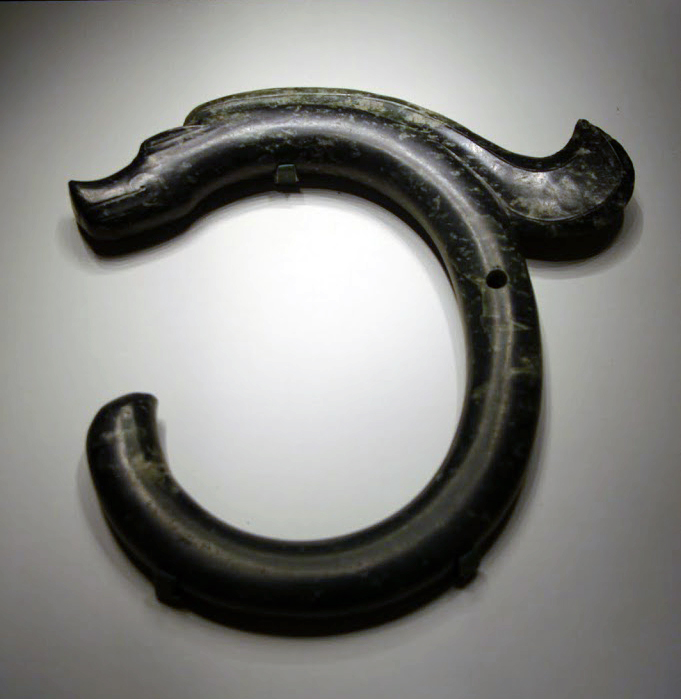
Darstellung eines Zhulong

Zhurong sollte nicht mit Zhulong verwechselt werden, einer Verschmelzung aus Drache und Schwein. Beide mythologischen Figuren stehen in keinem direkten Zusammenhang zueinander. Im Neolithikum war der sogenannte „Schweine-Drache“ (猪龙, Pinyin Zhūlóng) ein kombinierendes Symbol für das damals wohl angebetete höhere Wesen des Drachen und das Schwein als Symbol für Reichtum und Nahrung.

## Legenden
Das Kapitel 18 des Shanhaijing berichtet, dass Zhurong zur fünften Generation der Nachkommen des mythischen Kaisers Yan Di zählt. Seine Mutter war Xiqi, Zhurong war seinerseits Vater von Gonggong, dem Gott des Wassers, und Großvater von Shuqi und Houtu, der Gottheit der Erde.
Das Kapitel 16 des Shanhaijing berichtet hingegen, dass Zhurong von Zhuanxu abstammte, der wiederum ein Nachfahre von Huangdi war.
Kapitel 6 des Shanhaijing beschreibt Zhurong als eine Gottheit mit menschlichem Gesicht und dem Körper eines wilden Tieres. Er ritt auf zwei Drachen, was seine außerordentliche Macht symbolisiert. Kapitel 18 berichtet, dass Zhurong die Gottheit Gun tötete, die die magische Substanz Xirang gestohlen hatte, mit der Deiche zur Vermeidung von Überschwemmungen gebaut werden konnten. In manchen Versionen des Mythos von Gonggong heißt es, dass Zhurong neben den überragenden Figuren Ku, Zhuanxu und Shennong ein Rivale des Gonggong war. Dies verdeutlicht den hohen Status Zhurongs in der chinesischen Mythologie und im Volksglauben. Man erzählt sich, dass Zhurong Gonggong besiegte und dass sich deshalb der wütende Gonggong gegen den Berg Buzhou warf und dadurch einen der Himmelspfeiler zerstörte.

## Heutige Funktion
Zhurong wird vor allem in der südchinesischen Provinz Hunan verehrt. In der chinesischen Schriftsprache ist das Wort Zhurong zuweilen ein synonymer Begriff für Feuer. Am 24. April 2021 wurde der Rover der chinesischen Marssonde Tianwen-1 nach Zhurong benannt.